# Еваристо Карваљо
Еваристо до Еспирито Санто Карваљо (порт. Evaristo do Espírito Santo Carvalho; Бомбом, 22. октобар 1942 — Лисабон, 28. мај 2022) био је политичар који је обављао функцију председника Сао Томе и Принсипеа од 2016. до 2021. године. Претходно је био премијер државе у два наврата.